# Morózovsk
Morózovsk - Морозовск (rus) - és una ciutat de Rússia que es troba a l'óblast de Rostov. Es troba a 155 km al nord de Rostov del Don, la capital de la república. El 2018 tenia 25.198 habitants.